# 4130 Ramanujan
4130 Ramanujan là một tiểu hành tinh vành đai chính được phát hiện ngày 17 tháng 2 năm 1988 bởi R. Rajamohan ở đài thiên văn Vainu Bappu gần Kavalur, Ấn Độ.